# Amphoe Song Dao
Amphoe Song Dao (Thai: อำเภอ ส่องดาว) ist ein Landkreis (Amphoe – Verwaltungs-Distrikt) im Westen der Provinz Sakon Nakhon. Die Provinz Sakon Nakhon liegt in der Nordostregion von Thailand, dem so genannten Isan.

## Geographie
Amphoe Phu Phan grenzt von Norden her im Uhrzeigersinn gesehen an die Amphoe Sawang Daen Din und Phang Khon in der Provinz Sakon Nakhon sowie Amphoe Chai Wan der Provinz Udon Thani.

## Geschichte
Das Gebiet des heutigen Bezirks ist bergig und war früher von dichtem Wald bestanden, in dem sich Räuber gut verstecken konnten, die Reisende auf dem Weg von Kalasin nach Udon Thani häufig ausraubten. So war diese Gegend bekannt unter dem Namen Song Dao Chon (ช่องดาวโจร), was „Räuber-Höhle“ bedeutet. Nachdem die Regierung im 19. Jahrhundert die Straßen sichern konnte, wurde es in Song Dao („Scheinender Stern“) umbenannt.
Ein „Zweigkreis“ (King Amphoe) Song Dao wurde am 1. April 1972 eingerichtet, indem die drei Tambon Song Dao, Watthana und Tha Sila vom Amphoe Sawang Daen Din abgetrennt wurden. 
Am 8. September 1976 wurde er zum Amphoe heraufgestuft.

## Sehenswürdigkeiten
- Der Nationalpark Phu Pha Lek dehnt sich über den Phu-Phan-Höhenzug aus, der den Landkreis durchzieht.

## Verwaltung

### Provinzverwaltung
Der Landkreis Song Dao ist in vier Tambon („Unterbezirke“ oder „Gemeinden“) eingeteilt, die sich weiter in 46 Muban („Dörfer“) unterteilen.
| Nr. | Name        | Thai   | Muban | Einw.  |
| --- | ----------- | ------ | ----- | ------ |
| 1.  | Song Dao    | ส่องดาว | 12    | 09.902 |
| 2.  | Tha Sila    | ท่าศิลา  | 13    | 10.502 |
| 3.  | Watthana    | วัฒนา   | 09    | 06.724 |
| 4.  | Pathum Wapi | ปทุมวาปี | 12    | 07.142 |

### Lokalverwaltung
Es gibt fünf Kommunen mit „Kleinstadt“-Status (Thesaban Tambon) im Landkreis:
- Song Dao Nong Daeng (Thai: เทศบาลตำบลส่องดาวหนองแดง), bestehend aus Teilen des Tambon Song Dao.
- Tha Sila (Thai: เทศบาลตำบลท่าศิลา), bestehend aus dem gesamten Tambon Tha Sila.
- Watthana (Thai: เทศบาลตำบลวัฒนา), bestehend aus dem gesamten Tambon Watthana.
- Pathum Wapi (Thai: เทศบาลตำบลปทุมวาปี), bestehend aus Teilen des Tambon Pathum Wapi.
- Song Dao (Thai: เทศบาลตำบลส่องดาว), bestehend aus den übrigen Teilen der Tambon Song Dao und Pathum Wapi.